# Comuna Preobrajenka, Mejova
Preobrajenka (în ucraineană Преображенка) este o comună în raionul Mejova, regiunea Dnipropetrovsk, Ucraina, formată din satele Novotroiițke, Preobrajenka (reședința) și Vsesveatske.

## Demografie
Componența lingvistică a satului Preobrajenka
     Ucraineană (95,9%)
     Rusă (4%)
Conform recensământului din 2001, majoritatea populației satului Preobrajenka era vorbitoare de ucraineană (95,9%), existând în minoritate și vorbitori de rusă (4%).